# Waleri Schotajewitsch Meladse

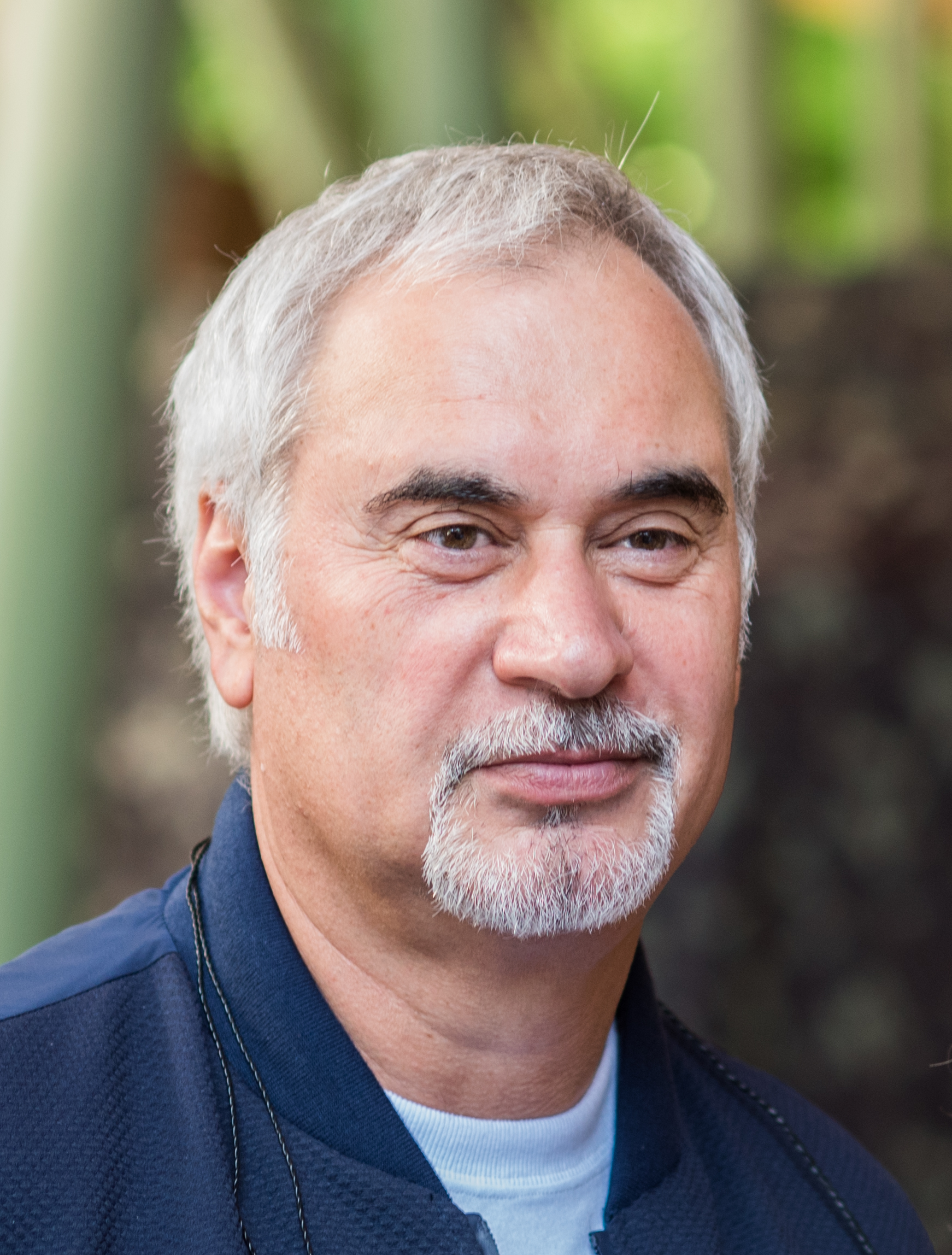
Waleri Meladse

Waleri Schotajewitsch Meladse (russisch Валерий Шотаевич Меладзе, georgisch ვალერი მელაძე; * 23. Juni 1965 in Batumi, Adscharische ASSR, Georgische SSR, Sowjetunion) ist ein russischer Popsänger georgischer Herkunft. 2006 wurde er mit dem Ehrentitel „Verdienter Künstler der Russischen Föderation“ ausgezeichnet.

## Leben
Waleri Meladse wurde zunächst wie sein Vater als Ingenieur ausgebildet. Nach Abschluss des Studiums wurde er Sänger der russischen Rockband Dialog, wo er bei zwei Alben mitwirkte. 1992 trat er erstmals Solo auf. 1995 erschien sein Debütalbum Sera. Es folgten eine Reihe von Live-Auftritten sowie kleinen Auftritten in russischen Musikfilmen. Auch wurden seine Songs mehrfach mit dem russischen Musikpreis „Goldenes Grammophon“ ausgezeichnet.
Im Februar 2022 rief Meladse die Russische Regierung dazu auf, die Invasion der Ukraine zu beenden. Daraufhin wurde er in eine Liste von Künstlern aufgenommen, welche in Russland mit einem Auftrittsverbot belegt sind.

## Studioalben
- 1995: Sera
- 1996: Posledni romantik
- 1998: Samba belowo motylka
- 1999: Wse tak i bylo
- 2003: Nega
- 2008: Contrary

## Filmografie
- 1997: Staryje pesni o glawnom 2
- 1998: Staryje pesni o glawnom 3
- 2003: Soluschka
- 2003: Fabrika swesd
- 2003: Rosygrysch